# Allemagne aux Jeux olympiques d'hiver de 2010
Cet article contient des informations sur la participation et les résultats de l'Allemagne aux Jeux olympiques d'hiver de 2010 à Vancouver (Canada).

## Cérémonies d'ouverture et de clôture

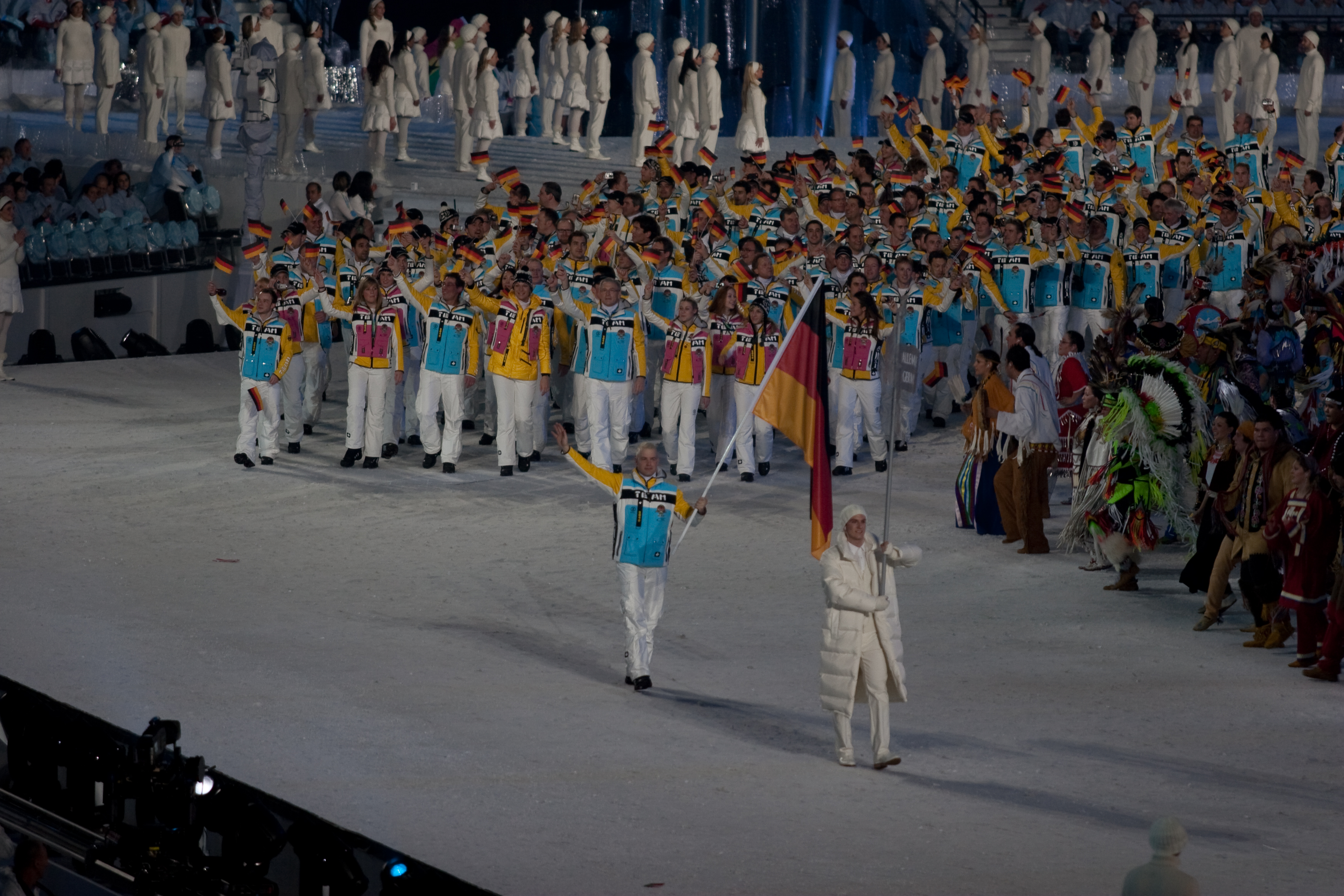
Entrée de la délégation allemande lors de la cérémonie d'ouverture.

Comme cela est de coutume, la Grèce, berceau des Jeux olympiques, ouvre le défilé des nations, tandis que le Canada, en tant que pays organisateur, ferme la marche. Les autres pays défilent par ordre alphabétique. L'Allemagne est la 31e des 82 délégations à entrer dans le BC Place Stadium de Vancouver au cours du défilé des nations durant la cérémonie d'ouverture, après la Géorgie et avant le Ghana. Cette cérémonie est dédiée au lugeur géorgien Nodar Kumaritashvili, mort la veille après une sortie de piste durant un entraînement. Le porte-drapeau du pays est le bobeur André Lange, triple champion olympique aux Jeux de Turin en 2006.
Lors de la cérémonie de clôture qui se déroule également au BC Place Stadium, les porte-drapeaux des différentes délégations entrent ensemble dans le stade olympique et forment un cercle autour du chaudron abritant la flamme olympique. Le drapeau allemand est alors porté par la biathlète Magdalena Neuner, qui a remporté deux médailles d'or et une médaille d'argent lors de ces Jeux.

## Médailles
- Liste des vainqueurs d'une médaille (par ordre chronologique)

### Or
| Sport               | Discipline                   | Sportifs                                                                            | Performance    |
| Médailles d'or : 10 |                              |                                                                                     |                |
| Luge                | Simple hommes                | Felix Loch                                                                          | 3 min 13 s 085 |
| Biathlon            | Poursuite 10 km femmes       | Magdalena Neuner                                                                    | 30 min 16 s 0  |
| Luge                | Simple femmes                | Tatjana Hüfner                                                                      | 2 min 46 s 524 |
| Ski alpin           | Super-combiné femmes         | Maria Riesch                                                                        | 2 min 09 s 19  |
| Biathlon            | Départ groupé 12,5 km        | Magdalena Neuner                                                                    | 35 min 19 s 6  |
| Bobsleigh           | Bob à deux hommes            | Andre Lange Kevin Kuske                                                             | 3 min 26 s 65  |
| Ski de fond         | Sprint par équipe femmes     | Evi Sachenbacher-Stehle Claudia Nystad                                              | 18 min 03 s 7  |
| Ski alpin           | Slalom géant femmes          | Viktoria Rebensburg                                                                 | 2 min 27 s 11  |
| Ski alpin           | Slalom femmes                | Maria Riesch                                                                        | 1 min 42 s 89  |
| Patinage de vitesse | Poursuite par équipes femmes | Daniela Anschütz-Thoms Stephanie Beckert Anni Friesinger-Postma Katrin Mattscherodt | 3 min 02 s 82  |

### Argent
| Sport                   | Discipline                | Sportifs                                                             | Performance       |
| Médailles d'argent : 13 |                           |                                                                      |                   |
| Biathlon                | Sprint 7,5 km femmes      | Magdalena Neuner                                                     | 19 min 57 s 1     |
| Patinage de vitesse     | 3 000 mètres femmes       | Stephanie Beckert                                                    | 4 min 04 s 62     |
| Luge                    | Simple hommes             | David Möller                                                         | 3 min 13 s 764    |
| Patinage de vitesse     | 500 mètres femmes         | Jenny Wolf                                                           | 76 s 14           |
| Skeleton                | Femmes                    | Kerstin Szymkowiak                                                   | 3 min 36 s 20     |
| Ski de fond             | Poursuite 30 km hommes    | Tobias Angerer                                                       | 1 h 15 min 13 s 5 |
| Bobsleigh               | Bob à deux hommes         | Thomas Florschuetz Richard Adjei                                     | 3 min 26 s 87     |
| Saut à ski              | Saut à ski par équipe     | Michael Neumayer Andreas Wank Martin Schmitt Michael Uhrmann         | 1035,8 points     |
| Ski de fond             | Sprint par équipe hommes  | Tim Tscharnke Axel Teichmann                                         | 19 min 02 s 3     |
| Patinage de vitesse     | 5000 mètres femmes        | Stephanie Beckert                                                    | 6 min 51 s 39     |
| Ski de fond             | Relais 4×5 km femmes      | Evi Sachenbacher-Stehle Katrin Zeller Claudia Nystad Miriam Goessner | 55 min 44 s 1     |
| Bobsleigh               | Bobsleigh à quatre hommes | Andre Lange Kevin Kuske Alexander Roediger Martin Putze              | 3 min 24 s 84     |
| Ski de fond             | 50 km classique hommes    | Axel Teichmann                                                       | 2 h 05 min 35 s 8 |

### Bronze
| Sport                   | Discipline                    | Sportifs                                                     | Performance       |
| Médailles de bronze : 7 |                               |                                                              |                   |
| Patinage artistique     | Couples                       | Aljona Savchenko Robin Szolkowy                              | 210,60            |
| Luge                    | Simple femmes                 | Natalie Geisenberger                                         | 2 min 47 s 101    |
| Luge                    | Double hommes                 | Alexander Resch Patric Leitner                               | 1 min 23 s 040    |
| Skeleton                | Femmes                        | Anja Huber                                                   | 3 min 36 s 36     |
| Biathlon                | Départ groupé 12,5 km         | Simone Hauswald                                              | 35 min 26 s 9     |
| Biathlon                | Relais 4×6 km femmes          | Kati Wilhelm Simone Hauswald Martina Beck Andrea Henkel      | 1 h 10 min 13 s 4 |
| Combiné nordique        | Par équipe - Gundersen 4×5 km | Johannes Rydzek Tino Edelmann Eric Frenzel Bjoern Kircheisen | 49 min 51 s 1     |

## Engagés par sport

### Biathlon
Hommes
- Andreas Birnbacher
- Michael Greis
- Arnd Peiffer
- Simon Schempp
- Christoph Stephan
- Alexander Wolf

Femmes
- Tina Bachmann
- Martina Beck :  (relais)
- Simone Hauswald :  (départ groupé),  (relais)
- Andrea Henkel :  (relais)
- Magdalena Neuner :  (sprint),  (poursuite),  (départ groupé)
- Kati Wilhelm :  (relais)

### Patinage de vitesse sur piste courte
- Robert Becker
- Paul Herrmann
- Tyson Heung
- Sebastian Praus
- Robert Seifert

- Aika Klein

### Curling
- Andreas Kapp
- Daniel Herberg
- Holger Höhne
- Andreas Kempf
- Andreas Lang

- Andrea Schöpp
- Stella Heiss
- Melanie Robillard
- Corinna Scholz
- Monika Wagner

### Hockey sur glace
- Gardiens de but : Dennis Endras (Augsburger Panther), Thomas Greiss (Sharks de San José), Dimitri Pätzold (ERC Ingolstadt).

- Défenseurs : Michael Bakos (ERC Ingolstadt), Christian Ehrhoff (Canucks de Vancouver), Jakub Ficenec (ERC Ingolstadt), Sven Butenschön (Adler Mannheim) [5], Korbinian Holzer (DEG Metro Stars), Chris Schmidt (Adler Mannheim), Dennis Seidenberg (Panthers de la Floride), Alexander Sulzer (Predators de Nashville).

- Attaquants : Sven Felski (Eisbären Berlin), Marcel Goc (Predators de Nashville), Thomas Greilinger (ERC Ingolstadt), Jochen Hecht (Sabres de Buffalo)[6], Kai Hospelt (EHC Wolfsburg Grizzly Adams)[7], Manuel Klinge (Cassel Huskies), Marcel Müller (Kölner Haie), Travis James Mulock (Eisbären Berlin), André Rankel (Eisbären Berlin), Marco Sturm (Bruins de Boston), John Tripp (Hambourg Freezers), Michael Wolf (Iserlohn Roosters).

- Entraîneur : Uwe Krupp.

### Luge
- Natalie Geisenberger
- Tatjana Hüfner
- Anke Wischnewski
- Felix Loch
- David Möller
- André Florschütz - Torsten Wustlich
- Patric Leitner - Alexander Resch

### Patinage artistique
- Sarah Hecken
- Aljona Savchenko - Robin Szolkowy
- Maylin Hausch - Daniel Wende
- Christina Beier - William Beier

### Patinage de vitesse
- Patrick Beckert
- Nico Ihle
- Samuel Schwarz
- Marco Weber

- Monique Angermüller
- Daniela Anschütz-Thoms
- Stephanie Beckert  (3000 m),  (5000 m)
- Anni Friesinger-Postma
- Judith Hesse
- Katrin Mattscherodt
- Jenny Wolf
- Isabell Ost

## Diffusion des Jeux en Allemagne
Les Allemands peuvent suivre les épreuves olympiques en regardant les chaînes nationales ARD, EinsFestival, ZDF et ZDFinfokanal, ainsi que sur le câble et le satellite sur Eurosport. Eurosport, l'ARD, ZDF et Eurovision permettent d'assurer la couverture médiatique allemande sur Internet.